# 16194 Roderick
16194 Roderick (2000 AJ231) là một tiểu hành tinh vành đai chính.